# Julia Giesberts
Julia Giesberts ou Wilhelmina Julia Giesberts (1893-1983) foi uma pintora e gravurista holandesa.

## Biografia
Giesberts nasceu a 7 de maio de 1870 em Amesterdão. Estudou na Rijksakademie van beeldende kunsten (Academia Estatal de Belas Artes), com com Carel Dake, Klaas van Leeuwen, Samuel Jessurun de Mesquita e Nicolaas van der Waay. O seu trabalho foi incluído na exposição e venda Onze Kunst van Heden (A Nossa Arte de Hoje) em 1939 no Rijksmuseum em Amesterdão.
Giesberts faleceu a 30 de outubro de 1983 em Haarlem.